# (3382) Cassidy
(3382) Cassidy es un asteroide perteneciente al cinturón de asteroides, descubierto el 7 de septiembre de 1948 por Henry Lee Giclas desde el Observatorio Lowell, en Flagstaff, Estados Unidos.

## Designación y nombre
Designado provisionalmente como 1948 RD. Fue nombrado Cassidy en honor al geólogo y planetólogo estadounidense William Arthur Cassidy.